# Verkehrszentrale Ems

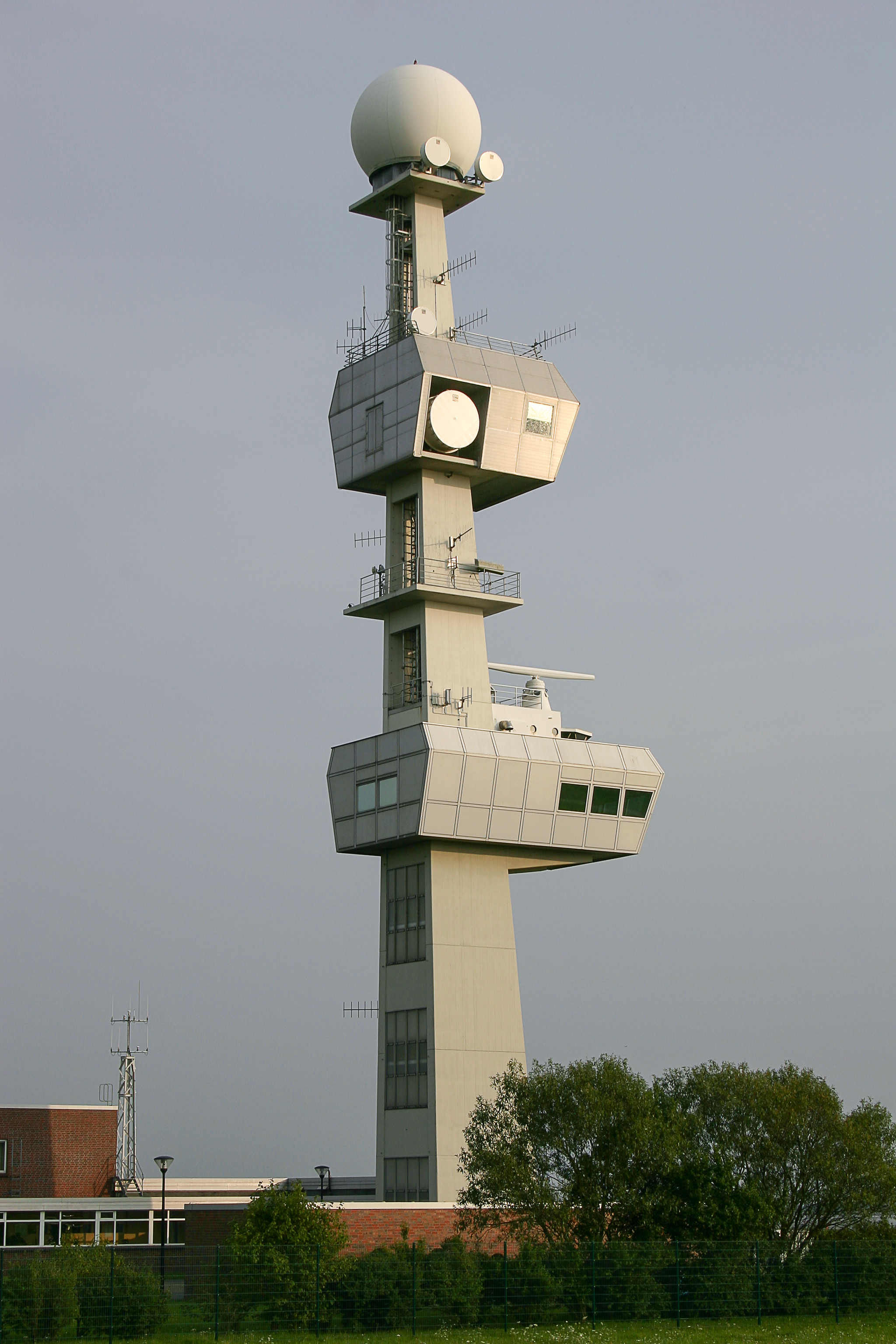
Leucht- und Radarturm der Verkehrszentrale Ems

Die Verkehrszentrale Ems ist eine Einrichtung des deutsch-niederländischen Verkehrssicherungssystems Ems, und überwacht die Schifffahrt in der Emsmündung. Sie untersteht dem Wasserstraßen- und Schifffahrtsamt Ems-Nordsee und ist eine von neun deutschen Verkehrszentralen. Die ständig besetzte und mit modernster Radar- und Nachrichtentechnik ausgerüstete Verkehrszentrale wurde 1972 im jetzigen Gebäude westlich von Emden an der Knock in Ostfriesland in Betrieb genommen. Die Zusammenarbeit der beiden Länder wurde im Radarvertrag von 1980 geregelt.

## Anlagen, Technik und Gebäude
Der Bau der Verkehrszentrale erfolgte in den Jahren 1970–1972 im Rahmen des Aufbaus einer Radarkette mit Revierfunk zur ständigen Überwachung des Schiffsverkehrs in der Unterems. Zunächst wurde der 55 m hohe Leucht- und Radarturm Knock direkt neben dem Siel und Schöpfwerk Knock errichtet, anschließend erfolgte der Bau des Gebäudes für die eigentliche Verkehrszentrale.
Zum Verkehrssicherungssystem gehören folgende unbemannte Außenstationen an der Emsmündung:
- Radarstation auf dem Leuchtturm Knock direkt neben der Verkehrszentrale
- Radarstation auf dem Kleinen Leuchtturm Borkum
- Radarstation auf dem Leuchtturm Wybelsum
- Radarstation „Oude Ship“, Eemshaven (Niederlande)[5]
- Radarstation „Oude Ship 2“ (Niederlande)[6]
- Radarstation Emden

Die technischen Einrichtungen wie Radar- und Richtfunkanlagen der Außenstationen werden über die Verkehrszentrale fernbedient und überwacht.
Die Verkehrszentrale Ems arbeitet mit dem Verkehrssicherungssystem Atlas VTS 9730. Es wurde Ende der 1990er Jahre in Bremen hergestellt und zählt zu den modernsten VTS-Anlagen (VTS = Vessel Traffic Service) der Welt. Das VTS-System stellt den Mitarbeitern der Verkehrszentrale Farb-Radarbilder mit hinterlegter Seekarte zur Verfügung. Weiterhin bietet es eine sehr genaue automatische Zielverfolgung aller erfassten Radarziele und ermittelt deren genaue Position, Kurs und Geschwindigkeit. Radarbilder und Sprechfunk können über digitale Video- und Audioaufzeichnungen abgespeichert werden und bei Bedarf wieder abgerufen werden.